# 西撒哈拉自治計畫
西撒哈拉自治計劃是由摩洛哥於2006年所提出可能作為解決西撒哈拉問題的構想。2006年摩洛哥撒哈拉事務皇家諮詢委員會提出了西撒哈拉的自治計劃、並前往多國訪問來做介紹。西班牙的區域自治模式被認為是西撒哈拉自治的範本，並以加那利群島、巴斯克地區、安達魯西亞及加泰隆尼亞為例子。該計劃於2007年4月被送至聯合國安理會。 並為美國及法國所支持。
該計劃是在美国前国务卿詹姆斯·贝克提议的贝克計劃的兩項失敗提案後提出，後者堅持西撒哈拉需在自治五年後舉行獨立公投、但為摩洛哥所拒絕。另一個由西撒人阵所公布的計劃於2007年4月10日被送至聯合國。聯合國安理會於2007年4月30日一致投票通過了第1754號決議，呼籲雙方進行談判，讚賞摩洛哥的提案，並留意到波利薩里奧的提議。根據該提案，2007年6月18日至19日，2007年8月10日至11日，2008年1月7日至9日和2008年1月7日至9日期間，波利薩里奧代表團與摩洛哥代表團共舉行了四次和平會談，所有會談均在紐約舉行。

## 背景
1975年西班牙撤出西屬撒哈拉之后，摩洛哥与阿尔及利亚支持的独立武装“西撒人阵”冲突不断，在毛里塔尼亚撤出后继续爆发战争。最终在联合国主持下于1991年停火至今，双方沿“沙墙”分治西撒哈拉。

### 贝克计划
2003年1月14日至17日，贝克访问摩洛哥、阿尔及利亚、毛里塔尼亚和廷杜夫难民营，与上述国家及西撒人阵领导人会谈，提出了解决西撒问题的“和平计划”，核心是在摩主权下予以西撒人民自治权，四年后再由西撒选民通过公投方式决定西撒的最终地位。双方均未接受。

## 倡議
2020年末，在美国支持下，摩洛哥与以色列实现关系正常化，随后美国正式承认摩洛哥对西撒哈拉的主权，总统川普也藉推文特別恭賀此事，表示「摩洛哥嚴肅、可靠且實際的西撒哈拉自治計劃（Western Sahara Autonomy Proposal），實為改善並延續此地和平繁榮的唯一途徑」。
2022年，西班牙外交部长若泽·曼努埃尔·阿尔瓦雷斯表示，西班牙认为摩洛哥2007年提出的撒哈拉自治倡议是解决冲突的 “最严肃、最现实和最可信的基础”。他在新闻发布会上解释说，与摩洛哥关系的“新阶段”将基于“明确而雄心勃勃的路线图”，该路线图将保证两国的“主权，领土完整和繁荣”。西班牙首相佩德羅·桑切斯随后对摩洛哥王国进行了为期两天的国事访问，并于当日在拉巴特受到摩洛哥国王穆罕默德六世的接见，重申了支持摩洛哥政府的立场，两国领导人的会晤宣告两国关系进入和解与修复程序。
2024年7月30日上午摩洛哥王室发布的新闻稿中，法国总统马克龙正式向摩洛哥国王陛下宣布，他“认为西撒哈拉的现状和未来属于摩洛哥主权框架”，并向摩洛哥国王穆罕默德六世保证法国“打算在国家和国际层面采取与这一立场一致的行动”。法国对摩洛哥2007年提出的自治计划的支持是明确和一贯的，“该计划是现在是根据联合国安理会决议实现公正、持久和谈判政治解决的唯一基础”。